# 贵族之家 (小说)
《贵族之家》 (俄语： Dvoryánskoye gnezdó 發音：[dvɐˈrʲanskʲɪɪ ɡnʲɪˈzdo]),是伊万·谢尔盖耶维奇·屠格涅夫的一部长篇小说，1859年1月由《当代》出版。这本书受到俄国社会的热烈欢迎，直到19世纪末，一直是他争议最少，阅读最多的小说。安德烈·康查洛夫斯基在1969年将其改编为电影。

## 情节
小说的主角是贵族费奥多尔·伊凡尼希·拉夫列茨基，与屠格涅夫有很多共同之处。拉夫列茨基的农奴母亲在他很小的时候就去世了，在家族的乡村庄园，由一位严厉的处女姑妈带大，通常认为是基于屠格涅夫自己的母亲，以残酷而闻名。
拉夫列茨基在莫斯科求学期间，爱上了美丽的年轻女子瓦尔瓦拉·帕夫洛夫娜，与她结婚。婚后，两人移居巴黎，瓦尔瓦拉成为非常受欢迎的沙龙女招待，并与她的一位常客开始了婚外情。拉夫列茨基在发现情人写给她的便条，震惊于她的背叛，切断与她的所有联系，回到庄园。
回到俄罗斯后，拉夫列茨基去看望表姐玛丽亚·德米特列夫娜·卡利蒂娜，立即被她的女儿丽莎吸引，她的严肃天性和宗教信仰与风骚的瓦尔瓦拉·帕夫洛夫娜形成鲜明对比。拉夫列茨基意识到自己已经爱上了丽莎，当他在一本外国杂志上看到瓦尔瓦拉死去的消息时，向她坦白了自己的爱，并得知她也爱着他。
拉夫列茨基回到家中，发现他的妻子还活着，在休息室等候他。有关她去世的报道是假的，而且她已经失去了朋友的支持，需要拉夫列茨基提供更多的钱。
得知瓦尔瓦拉·帕夫洛夫娜突然出现后，丽莎决定进入一个偏僻的修道院，在余下的日子里做一名修女。拉夫列茨基曾去修道院探望她，在她从唱诗班走到唱诗班时瞥见了她。这部小说的结尾是在八年之后，拉夫列茨基回到莉莎的家中，发现尽管许多事情发生了变化，但钢琴和花园还是相同的。拉夫列茨基从他的记忆中找到了安慰，并从自己的痛苦中看到了意义甚至美丽。